# 国例
国例（こくれい）は、国衙法を構成する慣習法の一つ。国衙やその在庁官人が国内統治の為に用いた。

## 概要
国例の性格については、律令制が崩れて律令法が機能しなくなった中で慣習法として成立したとする石母田正の説と律令法が機能していた時期にもそれぞれの国の慣例が慣習法として認められて式などの形式で組み込まれていたとする宮城栄昌の説がある。宮川麻紀の分析によれば、8世紀には既に存在し（律令法の制定当時まで遡る可能性もある）、9世紀に入ってから諸国から朝廷（中央政府）に対して申請が上げられて太政官符や民部省例の形で承認を得て成文法化されるようになったとする。実際には全ての国例が朝廷に申請されていた訳ではなく、朝廷もその全容は把握してはいなかったと考えられ、それぞれの国で実際に用いられた国例の中には記録に残されなかったものも多数存在したとみられる。
9世紀より記録に現れている。この頃より旧来の律令体制による徴税形態が解体して「官物率法」・「国領率法」と呼ばれる体系が確立すると、諸国の事情に合わせた徴収体制が取られるようになった。天慶6年（952年）には現地に赴任した国司が在庁官人に国例を諮問して、官人側が「国風答申」を行う事が慣例になっている事が記されている。また、国例には租税に関するものだけではなく、公文や健児、富豪浪人対策など多岐にわたっており、国司が国例によって国務を効率よく運営し、在庁官人や雑任との円滑な関係を維持していったと考えられている。
永延2年（988年）に尾張守藤原元命が郡司・百姓から訴えられた「尾張国郡司百姓等解文」には元命が「国例」を無視して旧来以上の徴収を行ったことが糾弾されている。